# リチャード・ロング (俳優)
リチャード・マッコード・ロング（Richard McCord Long、1927年12月17日 - 1974年12月21日）は、アメリカ合衆国の俳優。ABCの3つの連続テレビドラマ『バークレー牧場』、『ぼくらのナニー』、『バーボン・ストリート』の主役として最も知られている。また、1961年から1962年にかけてABCの『サンセット77』にレギュラー出演した。

## 来歴

### 初期の映画: インターナショナル・ピクチャーズ
1946年、銀幕デビュー作となる『離愁』にキャスティングされ、クローデット・コルベールとオーソン・ウェルズが演じた夫妻の息子ドリュー役で出演した。配役が何ヶ月も決まらず難航していたが、プロデューサーは最も適役と思われるロングを選択した。映画は彼を契約下に置いたインターナショナル・ピクチャーズによって制作された。
ロングに感銘を受けたウェルズは、ロレッタ・ヤングの弟役として、インターナショナルの『オーソン・ウェルズ IN ストレンジャー』（1946年）に起用した。
インターナショナルは20世紀フォックスにロングを貸し出して『Margie』（1946年）を撮ろうとしたが、方針を変えロバート・シオドマク監督、オリヴィア・デ・ハヴィランドとトーマス・ミッチェル主演の『暗い鏡』（1946年）に出演させた。

### トム・ケトルとユニバーサル・スタジオ
インターナショナル・ピクチャーズはユニバーサル・ピクチャーズと合併し、ロングの契約はそのまま引き継がれた。4本目の映画となる『卵と私』でパーシー・キルブライドとマージョリー・メインが演じたケトル夫妻の長男トム・ケトルを演じた。映画は大ヒットし『ダイナマイト夫婦』を始めとする、ケトル夫妻を主演に据えたスピンオフシリーズが生み出された。
ロングはユニバーサルと契約を結び、『愛と血の大地』（1948年）と『裏切りの街角』（1949年）に出演し、後者ではバート・ランカスターの弟シオドマック役を演じた。また、NBCのラジオ番組に基づく『泣き笑い人生』（1949年）でウィリアム・ベンディックスをサポートした。
『ダイナマイト夫婦』（1949年）でトム・ケトル役を再び演じ、興行的にも堅実な成績を収めた。続く『Ma and Pa Kettle Go to Town』（1950年）も同様であった。西部劇映画『命知らずの男』（1950年）ではフランク・ジェームズを演じた。
1950年12月、朝鮮戦争中にアメリカ陸軍に徴兵された。休職する前に『Air Cadet』(1951年) に出演、その後カリフォルニア州フォート・オードに2年間勤務した。
『Ma and Pa Kettle Back on the Farm』（1952年）は、ロングの4作目にして最後のケトル映画となった。『Back at the Front』（1952年、少年役）、『わたしの願い』（1953年）、『All American』（1953年、トニー・カーティス演じるヒーローの敵役）、『サスカチワンの狼火』（1954年）、『Playgirl』（1954年）でも脇役を務めた。
ロングは『Lux Video Theatre』（エピソード「I'll Never Love Again」）などのテレビ番組にゲスト出演をするようになっていった。最後にユニバーサルから『Cult of the Cobra』（1955年）で主役の座を与えられたが、宣伝の中心となっていたのはフェイス・ドマーグであった。

### テレビ
その後数年間はテレビに傾注し、『Climax!』、『Screen Directors Playhouse』、『TV Reader's Digest』、『The United States Steel Hour』、『Hey, Jeannie!』、『Schlitz Playhouse of Stars』、『Suspicion』、『Alcoa Theatre』、『幌馬車隊』、『西部のパラディン』、『百万弗貰ったら』、『NBC Matinee Theater』、『トワイライト・ゾーン』、『エラリー・クイーン』などの番組にゲスト出演している。
コロンビアでは、西部劇『拳銃峠』（1956年）とブレイク・エドワーズのコメディ『He Laughed Last』（1956年）で助演を務めた。
ロングは『Tokyo After Dark』（1959年）に主演するために来日し、ウィリアム・キャッスルの『地獄へつゞく部屋』（1959年）では主要な役を演じた。

#### バーボン・ストリート
ロングはワーナー・ブラザースと契約を結び、『連邦保安官』など多くのテレビ番組にゲスト出演した。

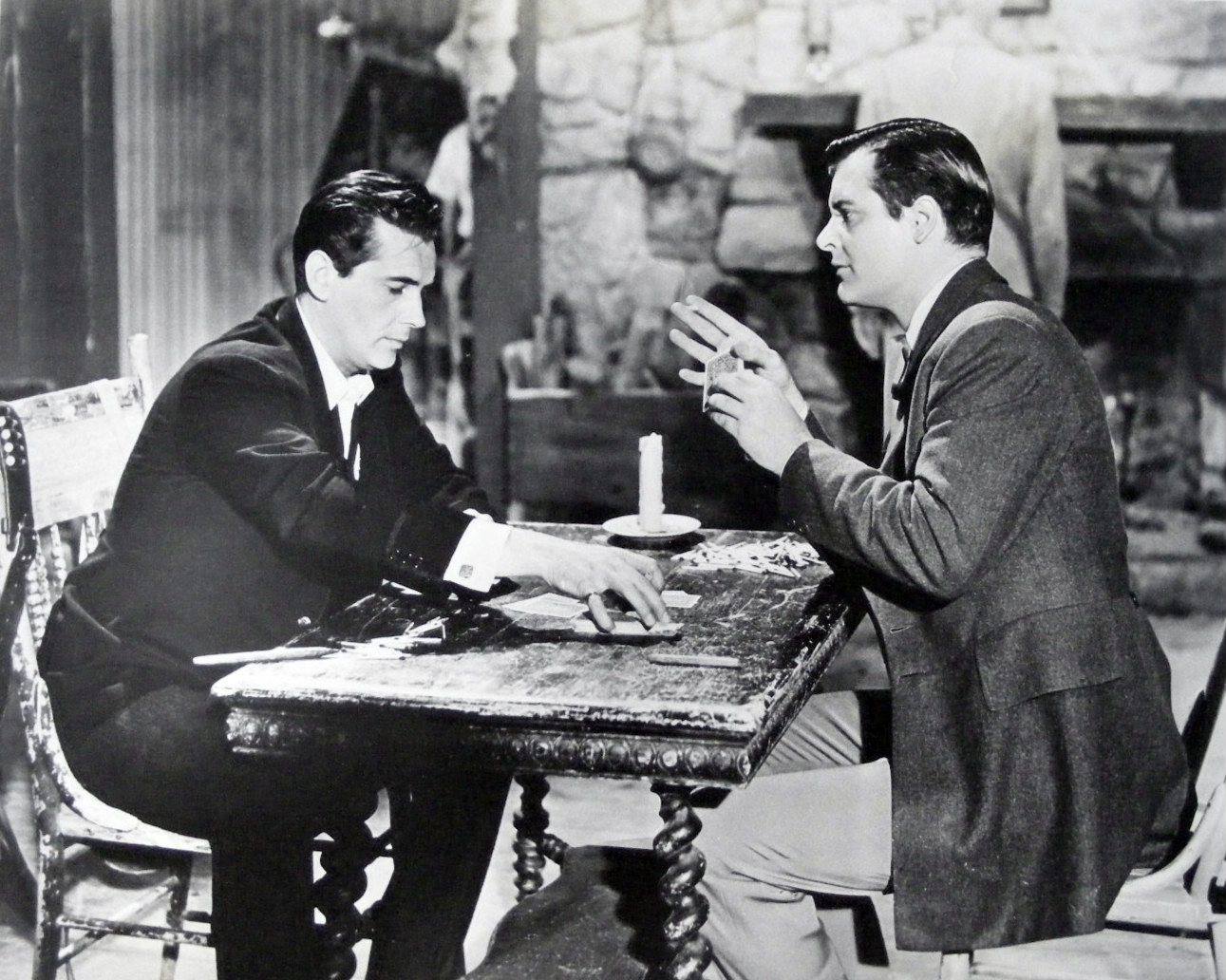
『マーベリック』（1959年）にて、バート・マーベリック役のジャック・ケリーと

1958年から開始したABC・WBの西部劇連続ドラマ『マーベリック』でジェントルマン・ジャック・ダービー役を4つのエピソードに亘り繰り返し演じ、その中には印象的であった回「Shady Deal at Sunny Acres」も含まれている。このキャラクターはジェームズ・ガーナーとケリーの両方が主演した「Shady Deal at Sunny Acres」を含め、常にバート・マーベリック役のジャック・ケリーと共演した。一方で後のシリーズレギュラーであるロジャー・ムーアとは共演することが無かった。ジェントルマン・ジャック・ダービーは、エフレム・ジンバリスト・ジュニアが自身の主演ドラマ『サンセット77』に移った後、彼が演じていた「ダンディ・ジム・バクレイ」の代役としてマーベリックのプロデューサーであるロイ・ハギンズによって作られた。
ワーナー・ブラザースはロングを『バーボン・ストリート』（1959年-1960年）に主演の私立探偵レックス・ランドルフ役で起用したが、この番組は39話のみの放送であった。アンドリュー・ダガン、ヴァン・ウィリアムズ、アーリーン・ハウエルと共演。

#### サンセット77
ロングは『ハワイアン・アイ』で再びレックス・ランドルフ役でゲスト出演し、続いてレックス・ランドルフとして『サンセット77』に1960年から1962年までレギュラーとしてキャストに加わった。
その後も引き続き『Thriller』、『拳銃街道』、『ヒッチコック劇場』、『トワイライト・ゾーン』（「自分を探す男」）などの番組にゲスト出演した。
コニー・フランシス、ポーラ・プレンティス、ロジャー・ペリーと共演したMGMのロマンティック・ミュージカル『渚のデイト』で映画界に復帰。また『ディズニーランド』の「The Tenderfoot」（1964年）の回に出演。
1963年、ABCの『ゴーイング・マイ・ウェイ』のエピソード「Hear No Evil」にゲスト出演。このドラマシリーズは1944年のビング・クロスビー主演映画を下敷にし、ジーン・ケリー演じるニューヨークのカトリック神父を描いている。同年、CBSの『ヒッチコック劇場』のエピソード「Blood Bargain」でエディ・ブリーチ役にキャスティングされた。
ロングは映画『Make Like a Thief』(1965年) 撮影のためにフィンランドへ行き、演出も手助けした。「ハリウッドの歴史の中で、最も長く気まずい時期を過ごした」と彼は当時を振り返った。「私は業界の誰よりも多くサインをしました。彼らは私をロバート・グーレ、ギグ・ヤング、ロバート・スターリング、あるいは私自身の誰かだと思っています。私たちは並んでいると似ているわけではありませんが、似ている瞬間があるのです。」ロングは更にもっと多くの役を演じたいとも語った。「私は内面から堕落していて、それが顔に出ている。」と言い、「男は40代にならないとスクリーン上での魅力が出ない。」と締め括った。

#### バークレー牧場

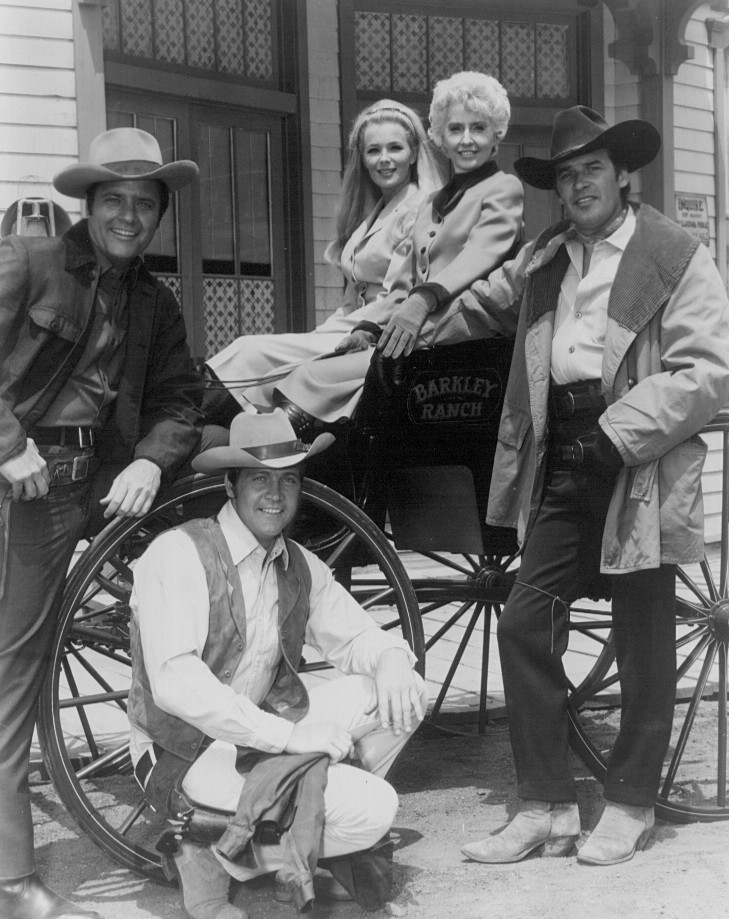
『バークレー牧場』の共演者たちと

1965年、38歳となったロングはフォー・スター・テレビジョンによる西部劇ドラマの掉尾を飾る『バークレー牧場』全112話で、牧場主ビクトリア・バークレー（バーバラ・スタンウィック）の長男で弁護士のジャロッド・バークレー役に就いた。1965年から1969年までABCで放送されたこのシリーズは、1870年代に時代設定がなされていた。ロングは『バークレー牧場』の2つのエピソードで監督も務めた。（ロングは1953年の映画『わたしの願い』でスタンウィックと共演していた。）

#### ぼくらのナニー

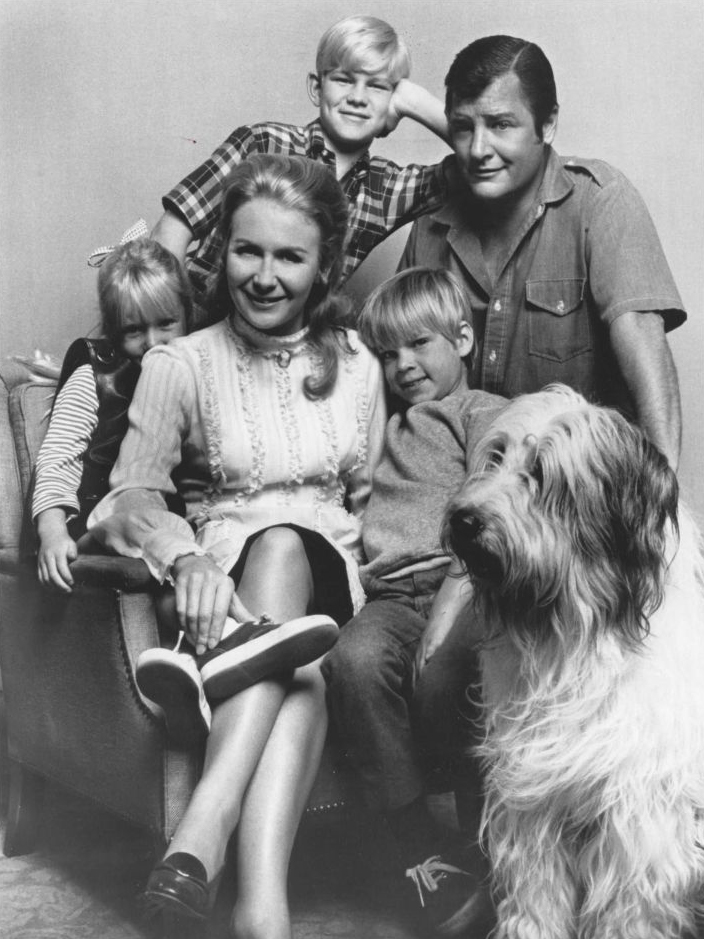
『ぼくらのナニー』共演者たちと

1970年から1971年まで、ロングはジュリエット・ミルズと共にABCのホームコメディ『ぼくらのナニー』の主演を務めた。
ロングとミルズは後にこの番組の2本のアニメーション映画版、『Nanny and the Professor』（1972年）と『Nanny and the Professor and the Phantom of the Circus』（1973年）で声優を担当した。

#### Thicker than Water
1973年、短命に終わったシットコム『Thicker than Water』でジュリー・ハリスと共演した。
最後の出演は、テレビ映画『恋のプレゼント』（1974年）と『死の航海』（1974年）であった。

## 私生活
朝鮮戦争中は2年間アメリカ陸軍に勤務し、俳優のマーティン・ミルナー、デビッド・ジャンセン、クリント・イーストウッドらとともにカリフォルニア州フォート・オードに配属された。一時期、日本の東京にも駐在していた。
ロングは2度結婚している。最初の妻である歌手・女優のスーザン・ボールとは1954年4月11日に結婚したが、14カ月後に癌のため21歳で亡くなった。2人は1953年、彼女がガンと診断された後に出会った。彼女の右足は1954年初めに切断され、2人は同年4月に結婚した。
1957年、ラスベガスで女優・モデルのマーラ・コーディと結婚した。夫妻は結婚生活に問題を抱えながらも、キャリー（1957年-2008年）、ヴァレリー（1958年生誕）、グレゴリー（1960年生誕）という3人の子供をもうけた。1961年、ロングは酔った勢いで暴力をふるったとしてコーディに訴えられ警察に逮捕された。ロングの義理の兄で俳優のマーシャル・トンプソンが保釈金を支払い、コーディは起訴を取り下げた。コーディは当初離婚を申請するつもりであると仄めかしていたが、後にロングと和解した。

## 死去
ロングは若い頃に肺炎を患い、明らかに心臓が弱っていた。その後、成人してからも心臓のトラブルを経験し、1961年に最初の心臓発作を起こした。最後は、再度の発作を治療するためにロサンゼルスのターザナ医療センターに1カ月間入院した後、47歳の誕生日の4日後の1974年12月21日に亡くなった。

## 出演作品
| 映画    | 映画                                                  | 映画                                 | 映画                              | 映画                                    |
| 年      | 原題                                                  | 邦題                                 | 役名                              | 備考                                    |
| ------- | ----------------------------------------------------- | ------------------------------------ | --------------------------------- | --------------------------------------- |
| 1946    | Tomorrow Is Forever                                   | 離愁                                 | ドリュー・ハミルトン              |                                         |
| 1946    | The Stranger                                          | オーソン・ウェルズ IN ストレンジャー | ノア・ロングストリート            |                                         |
| 1946    | The Dark Mirror                                       | 暗い鏡                               | ラスティ                          |                                         |
| 1947    | The Egg and I                                         | 卵と私                               | トム・ケトル                      |                                         |
| 1948    | Tap Roots                                             | 愛と血の大地                         | ブルース・ダブニー                |                                         |
| 1949    | The Life of Riley                                     | 泣き笑い人生                         | ジェフ・テイラー                  |                                         |
| 1949    | Criss Cross                                           | 裏切りの街角                         | スレイド・トンプソン              |                                         |
| 1949    | Ma and Pa Kettle                                      | ダイナマイト夫婦                     | トム・ケトル                      |                                         |
| 1950    | Kansas Raiders                                        | 命知らずの男                         | フランク・ジェームス              |                                         |
| 1950    | Ma and Pa Kettle Go to Town                           |                                      | トム・ケトル                      |                                         |
| 1951    | Air Cadet                                             |                                      | ラス・コールター                  |                                         |
| 1951    | Ma and Pa Kettle Back on the Farm                     |                                      | トム・ケトル                      |                                         |
| 1952    | Back at the Front                                     |                                      | ローズ軍曹                        |                                         |
| 1953    | All I Desire                                          | わたしの願い                         | ラス・アンダーウッド              |                                         |
| 1953    | All American                                          |                                      | ハワード・カーター                |                                         |
| 1954    | Saskatchewan                                          | サスカチワンの狼火                   | アボット                          |                                         |
| 1954    | Playgirl                                              |                                      | バロン・コートニー3世             |                                         |
| 1955    | Cult of the Cobra                                     |                                      | ポール・エイブル                  |                                         |
| 1956    | He Laughed Last                                       |                                      | ジミー・マーフィー                |                                         |
| 1956    | Fury at Gunsight Pass                                 | 拳銃峠                               | ロイ・ハンフォード                |                                         |
| 1959    | House on Haunted Hill                                 | 地獄へつゞく部屋                     | ランス・シュローダー              |                                         |
| 1959    | Tokyo After Dark                                      |                                      | ロバート・ダグラス軍曹            |                                         |
| 1963    | Follow the Boys                                       | 渚のデイト                           | ピーター・ラングレー中尉          |                                         |
| 1964    | Make Like a Thief                                     |                                      | V・バートリー・"バート"・ラニガン |                                         |
| 1972    | Nanny and the Professor                               | ぼくらのナニー (劇場版)              | ハロルド・エバレット教授          | アニメ映画（声優）                      |
| 1973    | Nanny and the Professor and the Phantom of the Circus | ぼくらのナニー (サーカスの怪人)      | ハロルド・エバレット教授          | アニメ映画（声優）                      |
| 1974    | The Girl Who Came Gift-Wrapped                        | 恋のプレゼント                       | マイケル・グリーン                | テレビ映画                              |
| 1974    | Death Cruise                                          | 死の航海                             | ジェリー・カーター                | テレビ映画 （最後の出演）               |
| テレビ  |                                                       |                                      |                                   |                                         |
| 年      | 原題                                                  | 邦題                                 | 役名                              | 備考                                    |
| 1958–63 | 77 Sunset Strip                                       | サンセット77                         | レックス・ランドルフ              | 31エピソード レギュラー出演は1960年から |
| 1959–60 | Bourbon Street Beat                                   | バーボン・ストリート                 | レックス・ランドルフ              | 38エピソード                            |
| 1962/63 | Alfred Hitchcock Presents                             | ヒッチコック劇場                     | ポール・デヴォア/エディ・ブリーチ | 2エピソード                             |
| 1965–69 | The Big Valley                                        | バークレー牧場                       | ジャロッド・バークレー            | 112エピソード                           |
| 1970–71 | Nanny and the Professor                               | ぼくらのナニー                       | ハロルド・エバレット教授          | 54エピソード                            |
| 1972–73 | Thicker than Water                                    |                                      | アーニー・ペイン                  | 9エピソード                             |
| 1974    | Match Game '74                                        |                                      | 本人として                        | 5エピソード                             |